# Ted Lyons
Theodore Amar „Ted“ Lyons (* 28. Dezember 1900 in Lake Charles, Louisiana; † 25. Juli 1986 in Sulphur, Louisiana) war ein US-amerikanischer Baseballspieler und -manager in der Major League Baseball. Sein Spitzname war Sunday Teddy.

## Biografie
Ted Lyons wollte eigentlich eine juristische Laufbahn einschlagen und besuchte daher die Baylor University. Dort fiel er als Pitcher im Baseballteam auf und erhielt Angebote von Vereinen der Major Leagues.
Sein erstes Spiel in der American League bestritt er am 2. Juli 1923 für die Chicago White Sox gegen die St. Louis Browns. In diesem Spiel wurde er als Einwechselwerfer eingesetzt, wobei ihm gegen alle drei Batter, denen er gegenüberstand, ein Strike Out gelang. 1924 wurde er dann als Startwerfer eingesetzt und 1925 konnte er erstmals über 20 Spiele gewinnen. Dieses wiederholte er 1927 und 1930. Am 21. August 1926 warf er einen No-Hitter gegen die Boston Red Sox. Die gesamte Spielzeit des Matches betrug nur 67 Minuten.
Gegen Ende seiner Karriere setzte ihn der Manager der White Sox Jimmy Dykes aufgrund seiner Beliebtheit bei den Fans immer bei Sonntagsspielen ein. Daher kam sein Spitzname Sunday Teddy.
1942 hatte Lyons noch einmal ein exzellentes Jahr. Er führte die American League mit einem ERA von 2.10 an und komplettierte jeden seiner 20 Starts für insgesamt 14 Siege. Nach dieser Saison diente er dann bis zum Ende des Zweiten Weltkrieges in der US Army.
1946 wandte er sich wieder seinem Sport zu. In dieser Saison bestritt er noch fünf komplette Spiele. Das einzige gewonnene Spiel davon bedeutete zugleich seinen 260. Karrieresieg. Das letzte Spiel als Pitcher bestritt Lyons am 19. Mai 1946.
Gleichzeitig übernahm Lyons 1946 den Managerposten der White Sox, den er bis 1948 innehatte.
1955 wurde er in die Baseball Hall of Fame gewählt.